# Coccoloba acapulcensis
Coccoloba acapulcensis Standl. – gatunek rośliny z rodziny rdestowatych (Polygonaceae Juss.). Występuje naturalnie w Meksyku oraz Ameryce Centralnej (między innymi w Gwatemali, Hondurasie i Kostaryce). 

## Morfologia
PokrójWiecznie zielone drzewo.
LiścieIch blaszka liściowa ma kształt od owalnego do niemal okrągłego. Mierzy 7–10 cm długości, jest całobrzega, o wierzchołku od tępego do spiczastego.